# Lo zoo di Talos
Lo zoo di Talos (The Cage) è il primo episodio pilota della serie televisiva di fantascienza Star Trek. È stato completato il 22 gennaio 1965 (con copyright datato 1964). L'episodio è stato scritto da Gene Roddenberry e diretto da Robert Butler. È stato rifiutato dalla NBC nel febbraio 1965 e il network ha ordinato un altro episodio pilota, che sarebbe stato poi Oltre la galassia (terzo episodio in ordine di trasmissione). Molto del materiale girato per Lo zoo di Talos sarebbe stato riutilizzato per l'episodio in due parti L'ammutinamento, trasmesso poi come undicesimo e dodicesimo episodio. In ogni caso Lo zoo di Talos è stato il primo episodio distribuito in VHS nel 1986, con una speciale introduzione di Gene Roddenberry stesso, ed è stato trasmesso in televisione solamente nel 1988. La versione in bianco e nero e una più breve versione a colori è stata in seguito distribuita in vari formati, compresi: LaserDisc, VHS e DVD.

## Caratteristiche
Il pilota introduce diversi membri dell'equipaggio dell'Enterprise, in particolare Spock, il Vulcaniano interpretato da Leonard Nimoy. L'episodio ha influenzato altre serie del franchise Star Trek e una sorta di sequel dell'episodio è stato prodotto per la serie televisiva Star Trek: Discovery, con l'ottavo episodio della seconda stagione  Se ben ricordo (If Memory Serves) in cui il capitano Christopher Pike ritorna su Talos IV con l'astronave Discovery.
Lo zoo di Talos ha molte delle caratteristiche della serie, ma ha anche numerose differenze. Il capitano dell'astronave Enterprise non è James T. Kirk, ma Christopher Pike. Spock è presente, ma non è il primo ufficiale, ruolo che invece spetta a un personaggio conosciuto solamente come Numero Uno, interpretata da Majel Barrett. Il personaggio di Spock differisce da quello che si vedrà nella successiva serie di Star Trek: mostra un certo entusiasmo giovanile (e delle emozioni) in contrasto allo Spock successivo, più logico e riservato. Pronuncia anche la prima battuta di tutta la serie: «Check the circuit!» («Controlla i circuiti!»; seguita da: «Can't be the screen then» («Allora non può essere lo schermo»). Anche le armi utilizzate nel pilota differiscono da quelle viste nella serie vera e propria, identificate come laser anziché phaser, vengono inoltre utilizzati diversi oggetti di scena per il comunicatore e l'arma portatile.
Secondo quanto presentato nell'episodio L'ammutinamento, gli avvenimenti de Lo zoo di Talos sono ambientati tredici anni prima la prima stagione di Star Trek, nel 2254. Nessuna data stellare viene assegnata all'episodio.

## Trama
La USS Enterprise, sotto il comando del capitano Christopher Pike, riceve una chiamata di aiuto dal quarto pianeta del sistema stellare di Talos. Un gruppo di sbarco viene messo assieme e teletrasportato sul pianeta per investigare. Il gruppo segue il segnale di soccorso e scopre un campo di umani sopravvissuti di una spedizione scientifica disperso diciott'anni prima. Tra i sopravvissuti vi è Vina. Avvinto dalla sua bellezza, Pike viene isolato e catturato dai Talosiani, una razza di umanoidi telepati dalle grosse teste bulbose che vivono nel sottosuolo del pianeta. Si scopre così che la chiamata di soccorso e gli umani sopravvissuti (eccetto Vina) erano solamente illusioni create appositamente dai Talosiani per attirare l'Enterprise sul pianeta. Una volta imprigionato, Pike scopre che i piani dei Talosiani sono quelli di ripopolare il loro pianeta distrutto usando lui e Vina quali campioni da riproduzione per generare una razza di schiavi.
I Talosiani usano il loro potere mentale per creare illusioni e fare in modo che Pike si innamori di Vina, presentandola in vari abbigliamenti e situazioni: prima come una principessa rigelliana, poi come una ragazza innamorata in una fattoria terrestre, quindi una seducente schiava di Orione, ma Pike resiste a tutte le illusioni.
Nel frattempo l'equipaggio dell'Enterprise tenta di liberare Pike. Dopo che un primo gruppo di sbarco aveva tentato inutilmente di forzare l'entrata in superficie all'insediamento sotterraneo dei Talosiani, un gruppo di sei membri dell'equipaggio dell'astronave terrestre tenta di farsi teletrasportare nel sottosuolo del pianeta, ma solamente due donne vengono materializzate nella cella di Pike: la Numero Uno e l'attendente J.M. Colt, così da offrire a Pike più scelta. Pike ha però scoperto che le primitive emozioni umane possono bloccare la capacità dei Talosiani di leggergli nella mente e organizza così il modo per opporsi alla prigionia.
Pike riesce a catturare un Talosiano trascinandolo nella cella. Il tentativo di fuga però fallisce, non riuscendo i tre a contattare la nave; Pike offe sé stesso in cambio della salvezza delle sue due ufficiali, ma la Numero Uno sovraccarica il proprio phaser e Pike e Vina le si avvicinano, dimostrando di preferire la morte alla schiavitù. Vina spiega che dopotutto i Talosiani potrebbero riprovarci con qualcun altro, finché avranno un essere umano a disposizione. I Talosiani, avendo anche avuto accesso al computer dell'Enterprise, si convincono che gli esseri umani sono troppo refrattari alla schiavitù per risultare in qualche modo utili.
Ciononostante i Talosiani non sono vendicativi e lasciano che gli umani partano, nonostante questo significhi per loro l'estinzione certa. Numero Uno e l'attendente Colt vengono teletrasportate immediatamente, mentre Pike rimane con Vina, chiedendole di lasciare il pianeta. Vina spiega che lei non può partire, perché, come unica sopravvissuta di una spedizione naufragata sul pianeta Talos IV, era rimasta gravemente ferita. I Talosiani, che non conoscevano la fisiologia umana, l'avevano curata come meglio potevano, così lei era rimasta orribilmente sfigurata e solamente grazie al loro potere di creare illusioni, lei poteva riavere la sua bellezza.
Pike ritorna così all'Enterprise lasciando Vina sul pianeta, mentre i Talosiani le affiancano un'immagine illusoria del capitano così che possa farle da compagno.

## Personaggi
- Christopher Pike, interpretato da Jeffrey Hunter, doppiato in italiano da Guido De Salvi.[1]
- Numero Uno, interpretata da Majel Barrett, doppiata in italiano da Liliana Sorrentino.[1]
- Spock, interpretato da Leonard Nimoy, doppiato in italiano da Paride Calonghi, Silvano Piccardi e Giancarlo Padoan.[1]
- Vina, interpretata da Susan Oliver, doppiata in italiano da Serena Spaziani.[1]
Vina è una donna terrestre, unica sopravvissuta di una spedizione naufragata sul pianeta Talos IV, dove, rimasta gravemente ferita, è stata curata dai Talosiani, che, non conoscendo la fisiologia umana, l'hanno lasciata orribilmente sfigurata. Grazie al loro potere di creare illusioni, lei ha potuto tuttavia riavere la sua bellezza, ma costringendola a rimanere per sempre sul pianeta. Il personaggio ricomparirà nell'episodio della seconda stagione della serie Star Trek: Discovery, Se ben ricordo (If Memory Serves, 2019).

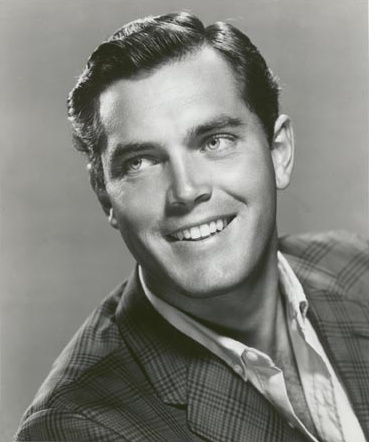
Jeffrey Hunter, interprete di Christopher Pike
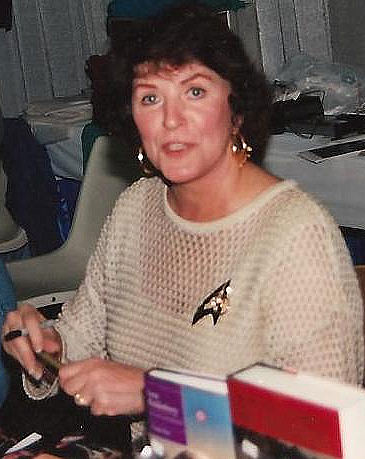
Majel Barrett, interprete di Numero Uno
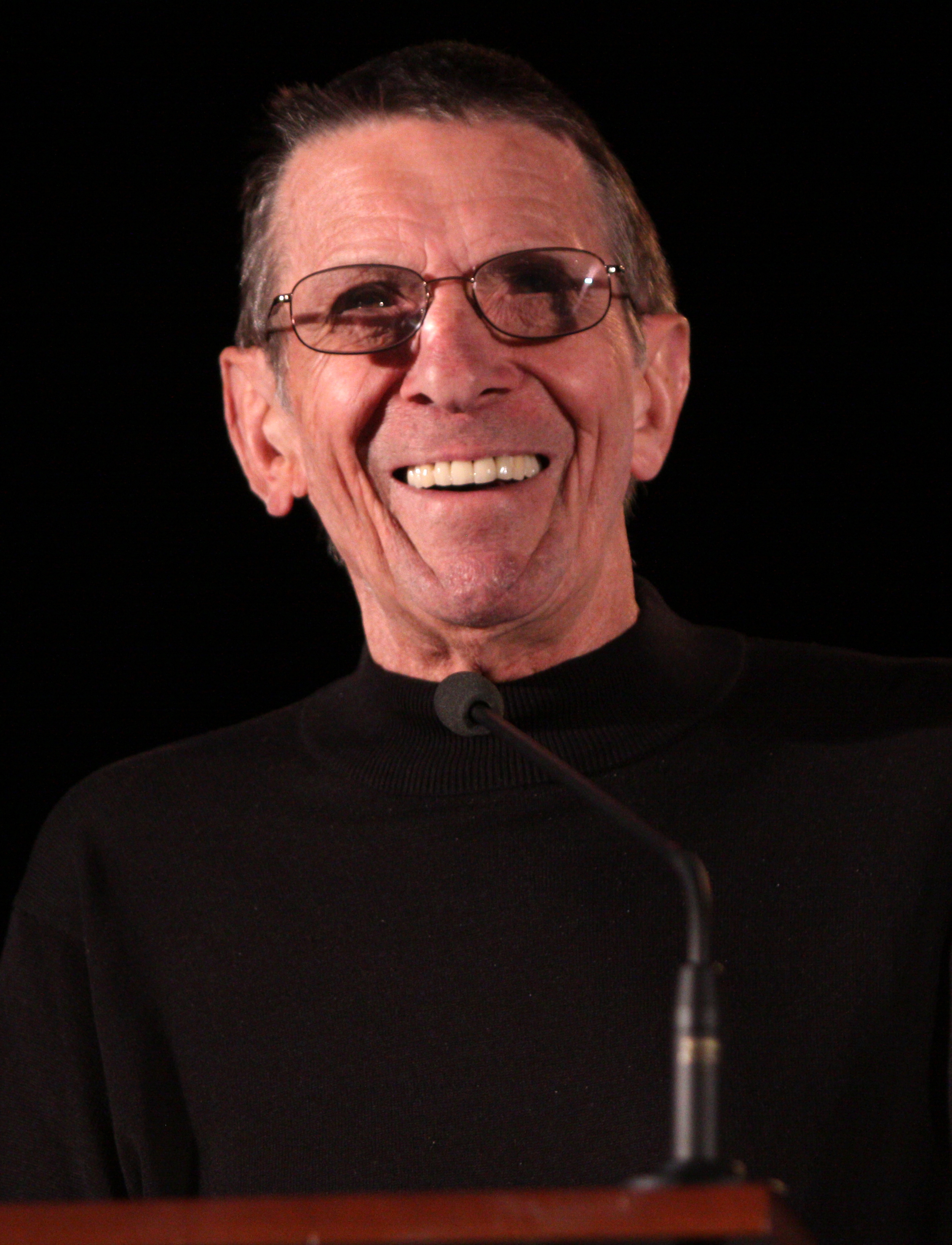
Leonard Nimoy, interprete di Spock
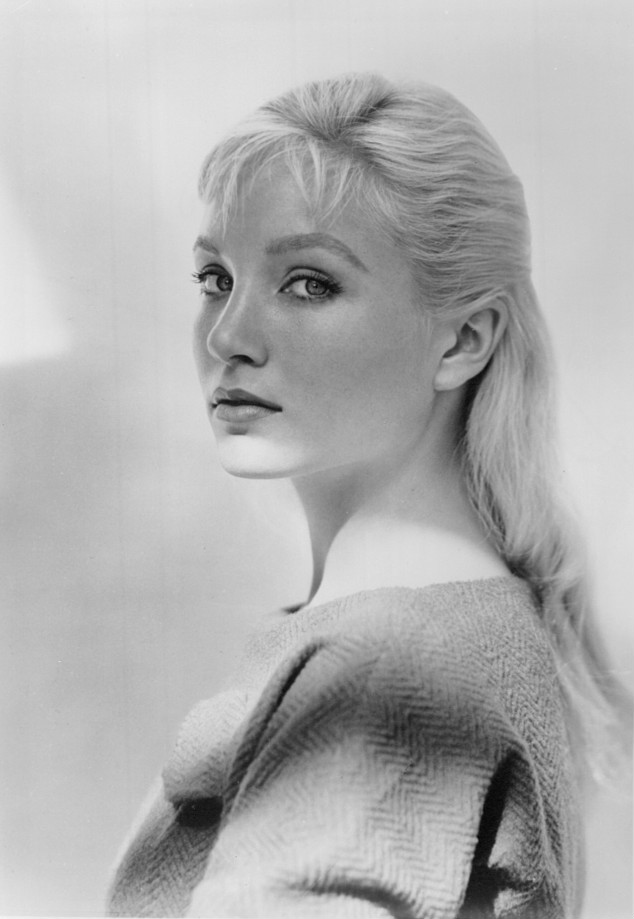
Susan Oliver, interprete di Vina

## Produzione

### Il ruolo di Jeffrey Hunter
Jeffrey Hunter firmò un'esclusiva di sei mesi per il ruolo del Capitano Pike. Benché gli fosse stato chiesto di continuare se la serie fosse stata confermata, non era obbligato a filmare il secondo pilota richiesto dalla NBC. Deciso a concentrarsi sulla sua carriera cinematografica, declinò l'offerta. Il 5 aprile 1965 Gene Roddenberry gli scrisse:
(David Alexander Star Trek Creator. The Authorized Biography of Gene Roddenberry)
Due settimane dopo la fine dell'esclusiva, il 1º giugno 1965, Hunter consegnò la sua lettera di dimissioni dal progetto. Morì il 27 maggio 1969, una settimana prima che la trasmissione della serie originale terminasse. Roddenberry più tardi suggerirà che in realtà fu lui quello che, scontento dell'interferenza dell'allora moglie di Hunter, Dusty Bartlett, che faceva da manager al marito, aveva deciso di non riassumere Hunter. Ad ogni modo, il produttore esecutivo Herbert F. Solow, che era presente quando Bartlett rifiutò il ruolo per conto del marito, più tardi scrisse nelle sue memorie, Inside Star Trek, che era il contrario.

### Riprese
Lo zoo di Talos venne girato negli studi della Desilu Productions, allora conosciuti come Culver Studios, a Culver City, in California, tra il 27 novembre e la metà dicembre del 1964. Il lavoro di post-produzione, comprendente riprese di raccordo, montaggio, doppiaggio, effetti speciali e sonori, proseguì fino al 18 gennaio 1965. Gene Roddenberry prestò molta attenzione a quello che la produzione della serie televisiva The Outer Limits stava facendo al tempo ed era spesso presente sui loro set. Per la produzione di Star Trek assunse vario personale proveniente da The Outer Limits, tra cui Robert Justman e Wah Chang. Una delle creature presenti ne Lo zoo di Talos venne riciclata dall'episodio The Duplicate Man della serie The Outer Limits, dove veniva chiamata "Megasoid". La calotta cranica presente nell'episodio Fun and Games de The Outer Limits venne riutilizzata per realizzare l'aspetto di "creatura malvagia" dei Talosiani. Il processo utilizzato per rendere le orecchie appuntite di David McCallum nell'episodio The Sixth Finger, venne anch'esso riutilizzato in Star Trek. L'effetto della "tempesta di ioni", ottenuto con il raggio di un proiettore che brillava attraverso un contenitore contenente brillantini in sospensione liquida, utilizzato nell'episodio The Mutant, divenne l'effetto del teletrasporto.
I Talosiani vennero interpretati da donne, mentre le loro voci telepatiche vennero registrate da attori maschili. Questa scelta fu voluta per dare l'impressione che i Talosiani avessero concentrato i loro sforzi sullo sviluppo mentale a scapito della forza fisica e delle dimensioni e anche per dare quel tocco più alieno ai Talosiani. Comunque la profonda voce di Malachi Throne data al Custode nell'episodio L'ammutinamento, in cui Throne interpreta anche il Commodoro Mendez, venne effettata eletronicamente per alzarne la frequenza. Il doppiaggio di Throne utilizzato ne L'ammutinamento, venne utilizzato per entrambe le versioni rimasterizzate de Lo zoo di Talos distribuite molti anni dopo. La registrazione originale della voce di Throne, non alterata elettronicamente, sopravvive come traccia nel trailer de L'ammutinamento (seconda parte).

### Ricezione
La NBC considerò il pilota "troppo cerebrale", "troppo intellettuale" e "troppo lento" senza "abbastanza azione". Anziché rigettare la serie, comunque, il network televisivo commissionò un secondo pilota, Oltre la galassia (Where No Man Has Gone Before), che venne accettato dando inizio alla produzione della serie.

## Distribuzione
Il montaggio dell'episodio L'ammutinamento ha disassemblato l'originale negativo de Lo zoo di Talos e così per diversi anni questo era considerato parzialmente perduto. Gene Roddenberry possedeva una stampa in 16mm in bianco e nero dell'episodio e questa era l'unica copia esistente de Lo zoo di Talos che veniva frequentemente proiettata alle convention. Le prime distribuzioni in home video de Lo zoo di Talos utilizzarono la copia su 16mm in bianco e nero, inframezzata dalle scene a colori utilizzate ne L'ammutinamento. Solamente nel 1987 un archivista trovò una bobina in 35mm, muta, contenente i negativi delle scene non utilizzate, in un laboratorio di pellicole di Hollywood. Dopo aver realizzato che cosa aveva trovato, fece in modo che il materiale fosse restituito alla compagnia di Roddenberry, che ricostruì l'episodio utilizzando l'audio del 16mm in possesso di Robbenberry.
La prima distribuzione dell'episodio originale Lo zoo di Talos, costituito con parti prese dalla copia personale in bianco e nero di Roddenberry in 16 mm e dal doppio episodio a colori in 35mm L'ammutinamento, avvenne in videocassetta VHS nel 1986, con uno speciale in cui Robbenberry presentava l'episodio. Venne trasmessa per la prima volta nella sua forma integrale a colori il 15 ottobre 1988, come parte dello speciale retrospettivo di due ore con ospite Patrick Stewart The Star Trek Saga: From One Generation to the Next. La trasmissione conteneva interviste a Gene Roddenberry, Maurice Hurley, Rick Berman, Mel Harris, attori del cast di Star Trek e Star Trek: The Next Generation, spezzoni da entrambe le serie e dai primi quattro film di Star Trek con una breve anteprima di Star Trek V - L'ultima frontiera (Star Trek V: The Final Frontier). È stato in seguito ritrasmesso dal canale UPN nel 1996 con un dietro le quinte di Primo contatto (Star Trek: First Contact).
In seguito Lo zoo di Talos è stato distribuito negli Stati Uniti in LaserDisc. Questa versione contiene un montaggio che mischia spezzoni in bianco e nero e a colori per un totale di 37 minuti di durata. Il 10 ottobre 1990 è stata distribuita, sempre su LaserDisc e per il mercato statunitense, una Collector's Edition contenente una versione interamente a colori di 64 minuti dell'episodio. Due versioni in VHS sono state distribuite nel Regno Unito, una delle due contenente la versione restaurata interamente a colori. Nell'aprile 1996 Lo zoo di Talos è stato distribuito nel Regno Unito anche in una versione formato PAL su LaserDisc come parte della raccolta The Pilots. Questa edizione comprende la versione a colori de Lo zoo di Talos e Oltre la galassia della serie originale, Incontro a Fairpoint di The Next Generation, L'emissario di Deep Space Nine e Dall'altra parte dell'universo di Star Trek: Voyager, per una durata totale di 379 minuti. La versione de Lo zoo di Talos contenuta nel disco è quella della durata di 64, utilizzata fino al riempimento completo del disco, lasciando solo 5 secondi di spazio vuoto. Entrambe le versioni de Lo zoo di Talos sono infine state inserite nel box in DVD della terza stagione della serie, unitamente alla presentazione di Roddenberry.
L'edizione in formato Blu-ray della serie classica rimasterizzata pubblicata nel 2012 dalla CBS Home Video e disponibile in più lingue, tra cui l'italiano, ha dedicato l'intero sesto e ultimo disco del cofanetto della terza stagione ai piloti della serie, Lo zoo di Talos e Oltre la galassia. Il disco contiene, oltre all'episodio Lo zoo di Talos a colori, rimasterizzato in due versioni, con gli effetti speciali originali e con gli effetti speciali rimasterizzati, la versione integrale con spezzoni in bianco e nero di un'ora e undici minuti preceduta dalla presentazione di Gene Roddenberry, e la prima versione dell'episodio Oltre la galassia, presentata alla produzione per approvare la serie e mai trasmessa.

## Accoglienza
Nel 2010, SciFiNow classificò Lo zoo di Talos quale terzo miglior episodio della serie. Nel 2016, Syfy lo classificò come il quinto miglior pilota di tutte le serie televisive di Star Trek, con il pilota di Star Trek: Deep Space Nine, L'emissario al primo posto. Nel 2017 Inverse raccomandò Lo zoo di Talos quale visione essenziale per comprendere Star Trek: Discovery, facendo notare che, nonostante sia stato il primo episodio di Star Trek ad essere stato realizzato, non è stato trasmesso per intero in televisione che nel 1988.

## Sequeleprequel

### L'ammutinamento(serie originale)
Durante la prima stagione della serie televisiva Star Trek, la necessità dei produttori di consegnare nuovi episodi alla rete per soddisfare l'impegno della serie divenne pressante e così venne scritta una sceneggiatura che utilizzasse il materiale girato per Lo zoo di Talos così da poter essere utilizzato nell'episodio in due parti L'ammutinamento (The Menagerie). Quando trasmesso in televisione, l'episodio Lo zoo di Talos viene inserito come episodio 99 alla fine della serie; nella distribuzione in home video su VHS è stato inserito come episodio 1, mentre nelle edizioni in DVD e Blu-ray è stato inserito come ultimo episodio.

### Se ben ricordo(Discovery)
Nel 2019 un episodio della serie televisiva Star Trek: Discovery, Se ben ricordo (If Memory Serves), vede il Capitano Pike e Spock, interpretati rispettivamente da Anson Mount ed Ethan Peck, fare ritorno a Talos IV. Il riepilogo iniziale dell'episodio utilizza scene tratte da Lo zoo di Talos.

#### Trama
Michael Burnham e Spock si dirigono su Talos IV per chiedere ai Talosiani di aiutare Spock a riprendere il controllo della propria mente sconvolta da visioni provenienti dal futuro trasmessigli dall'Angelo Rosso. Una volta atterrati vengono accolti da una proiezione di Vina, che li invita a teletrasportarsi nel sottosuolo. Qui i Talosiani chiedono a Burnham un ricordo dell'infanzia in cambio dell'aiuto a guarire Spock. Grazie ai Talosiani, Burnham vede nella mente di Spock e condivide le sue visioni, mentre Spock ritorna sano di mente. I Talosiani permettono a Vina di contattare, attraverso una propria proiezione, Pike sulla Discovery, chiedendo di andare loro in soccorso e prendere a bordo Burnham e Spock, così da evitare di venire intercettati dalla Sezione 31. Questa, nel frattempo giunta sul luogo, ottiene che Spock e Burnham vengano teletrasportati a bordo della loro nave, ma quando questo accade si accorgono troppo tardi trattarsi di proiezioni operate dai Talosiani, mentre i veri Spock e Burnham vengono accolti sulla Discovery con la loro navetta.

### Strange New Worlds
La serie televisiva del 2022 Star Trek: Strange New Worlds, narra della seconda missione quinquennale (l'episodio Lo zoo di Talos è ambientato invece durante la prima missione quinquennale) della USS Enterprise NCC-1701 capitanata da Christopher Pike, con al suo fianco Spock, Una Chin-Riley, La'an Noonien-Singh, Nyota Uhura e altri. La serie è al contempo un sequel e uno spin-off della seconda stagione della serie Star Trek: Discovery, oltre a essere un sequel dell'episodio Lo zoo di Talos e un prequel dell'episodio L'ammutinamento, dal momento che contiene anche rimandi all'incidente intercorso al capitano Pike che lo ha portato a uno stato vegetativo su una sedia a rotelle, come possiamo vedere nel doppio episodio della serie classica.

## Merchandising
- Nel 2016, in occasione del cinquantesimo anniversario della prima messa in onda di Star Trek, la Mezco, per la sua linea di action figure in scala 1/12  e dotate di 30 punti di articolazine One: 12 Collective, ha realizzato il personaggio di Spock tratto da Lo zoo di Talos, dotato di armi, accessori e indumenti così come appaiono nel primo pilota.[27][28]
- La Mego, la celebre casa di giocattoli statunitense specializzata nella produzione di action figure di personaggi dei fumetti, film e telefilm, ha annunciato la prossima distribuzione, nella sua Wave Fourteen per l'inverno 2021, all'interno della linea Star Trek, del personaggio di Spock così come appare nell'episodio Lo zoo di Talos: con la maglia blu senza colletto nero e una sola banda argentata nei gradi sulle maniche della stessa.[29][30]